# Dickinson (Dakota du Nord)
Pour les articles homonymes, voir Dickinson.
La ville de Dickinson est le siège du comté de Stark, dans l’État du Dakota du Nord, aux États-Unis. Sa population, qui s’élevait à 17 787 habitants lors du recensement de 2010, est estimée à 23 133 habitants en 2019.
Son agglomération de 30 372 habitants est la sixième de l’État du Dakota du Nord en 2014.
En 2015, Dickinson est classée première aire statistique micropolitaine (en) la plus dynamique économiquement parmi les 536 recensées aux États-Unis . C’est aussi celle ayant connu la deuxième plus forte croissance démographique entre 2010 et 2014 avec + 25,51 %.[réf. souhaitée]

## Histoire
Dickinson a été fondée en 1882. La ville a été nommée d’après son fondateur, Wells S. Dickinson (en).
Dickinson a été incorporée en 1919.

## Démographie
| Groupe            | Dickinson | Dakota du Nord | États-Unis |
| ----------------- | --------- | -------------- | ---------- |
| Blancs            | 94,2      | 90,0           | 72,4       |
| Métis             | 1,5       | 1,8            | 2,9        |
| Asiatiques        | 1,5       | 1,0            | 4,8        |
| Amérindiens       | 1,2       | 5,4            | 0,9        |
| Afro-Américains   | 1,1       | 1,2            | 12,6       |
| Autres            | 1,0       | 0,5            | 6,2        |
| Total             | 100       | 100            | 100        |
|                   |           |                |            |
| Latino-Américains | 2,2       | 2,0            | 16,7       |

Selon l’American Community Survey, pour la période 2011-2015, 92,19 % de la population âgée de plus de 5 ans déclare parler l'anglais à la maison, 3,40 % déclare parler l'espagnol, 1,89 % l'allemand, 0,53 % le vietnamien et 1,99 % une autre langue.
| 1890 | 1900  | 1910  | 1920  | 1930  | 1940  |
| ---- | ----- | ----- | ----- | ----- | ----- |
| 897  | 2 076 | 3 678 | 4 122 | 5 025 | 5 839 |

| 1950  | 1960  | 1970   | 1980   | 1990   | 2000   |
| ----- | ----- | ------ | ------ | ------ | ------ |
| 7 469 | 9 971 | 12 405 | 15 974 | 16 097 | 16 010 |

| 2010   | - | - | - | - | - |
| ------ | - | - | - | - | - |
| 17 787 | - | - | - | - | - |

## Personnalité liée à la ville
L’acteur Kellan Lutz est né à Dickinson en 1985.

## Musées
- Dickinson Museum Center (en)
- Dakota Dinosaur Museum (en)

## Patrimoine
- Église Saint-Patrick (catholique), architecture néo-romane[11].

## Climat
Selon la classification de Köppen, Dickinson a un climat continental humide, abrégé Dfb.

## Galerie photographique

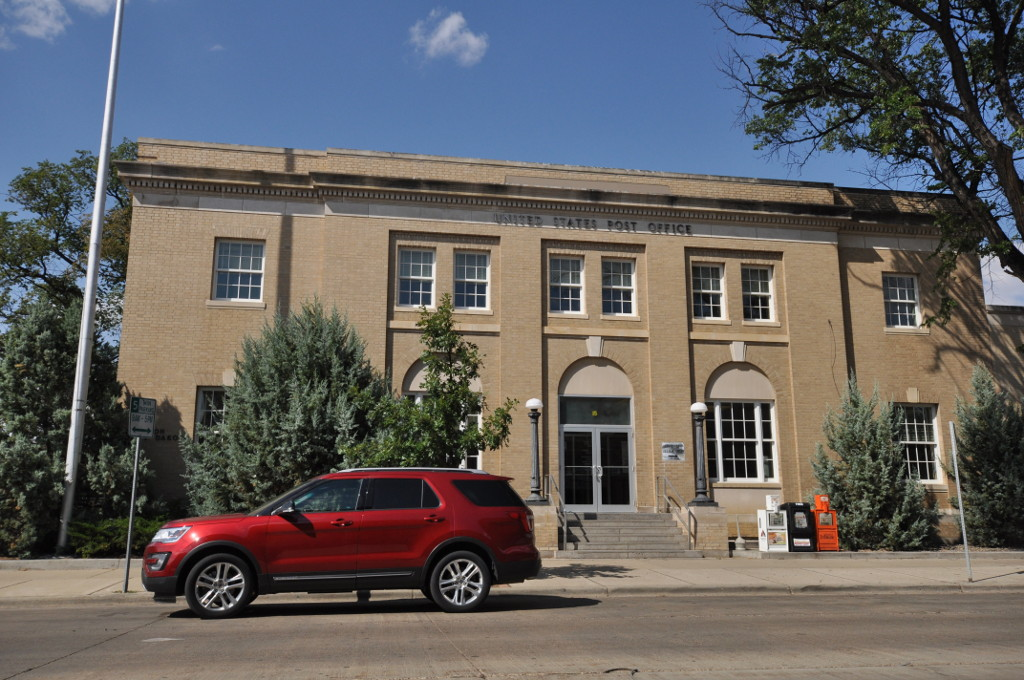
Le bureau de poste de Dickinson
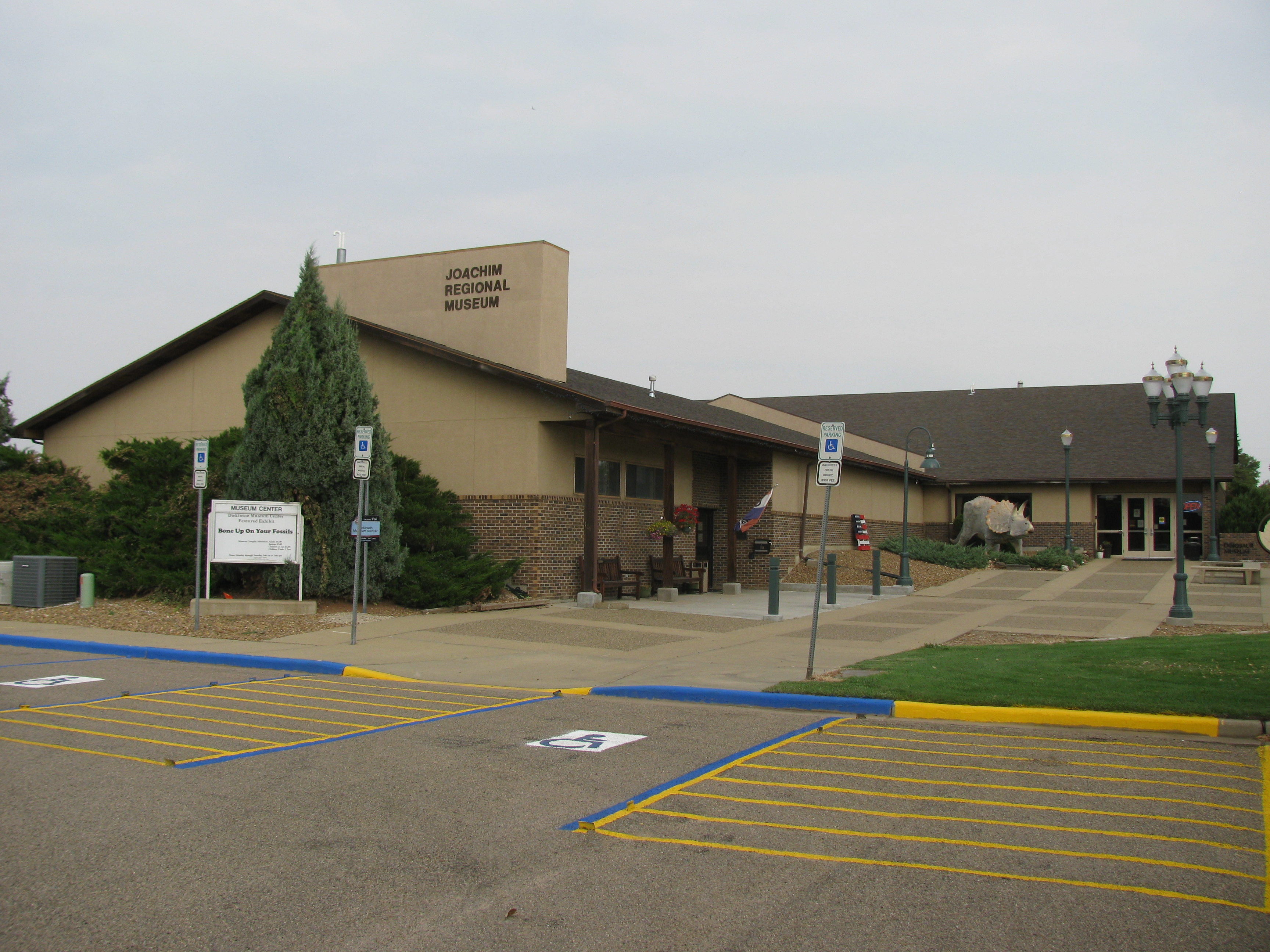
Le musée régional de Dickinson